# Medetera utahensis
Medetera utahensis är en tvåvingeart som beskrevs av Daniel J. Bickel 1985. Medetera utahensis ingår i släktet Medetera och familjen styltflugor.
Artens utbredningsområde är Utah. Inga underarter finns listade i Catalogue of Life.